# Alfonso Leyva
Alfonso Antonio Leyva Yepez (ur. 6 stycznia 1993) – meksykański zapaśnik walczący w stylu klasycznym. Dwukrotny olimpijczyk. Zajął dziewiętnaste miejsce w Rio de Janeiro 2016 w kategorii 85 kg i piętnaste w Tokio 2020 w kategorii 77 kg.
Zajął dwudzieste miejsce na mistrzostwach świata w 2019. Wicemistrz igrzysk panamerykańskich w 2019 i piąty w 2015. Pięciokrotny medalista mistrzostw panamerykańskich, srebrny w 2016.  Piąty na igrzyskach Ameryki Środkowej i Karaibów w 2014 roku.